# Wacław Wycisk
Wacław Wycisk (11. února 1912 Olbrachcice, Německo – 22. března 1984 Opolí, Polsko) byl polský římskokatolický biskup.
Navštěvoval střední školu v Prudníku, kterou dokončil v roce 1931. Na kněze byl vysvěcen 2. srpna 1936 ve Vratislavi kardinálem Adolfem Bertramem. Působil nejprve jako farář v Olešně a Bytomi, po II. světové válce pak jako notář a kancléř kurie opolské administratury, oficiál církevního soudu a profesor duchovního semináře v Nise.
Biskupem byl jmenován 16. listopadu 1958 a vysvěcen 25. ledna následující roku kardinálem Stefanem Wyszyńskim. Byl titulární biskup z Caesarey v Numidii (Caesariensis in Numidia). Jako biskupské motto si zvolil Diligam – serviam (Budu milovat – budu sloužit). Působil nejprve jako pomocný biskup arcidiecéze hnězdenské pověřený duchovní správou v Opolí. Po uznání administratury Opolského Slezska ze strany Svatého stolce roku 1967 byl 16. října 1967 oficiálně inkardinován do této apoštolské administratury, která se roku 1972 stala diecézí opolskou. V letech 1976-1977, po smrti biskupa Franciszka Jopa do jmenování biskupa Alfonse Nossola, působil jako generální a kapitulní vikář diecéze.
V letech 1963-65 se účastnil druhého, třetího a čtvrtého zasedání druhého vatikánského koncilu.